# 藤澤全
藤澤 全（ふじさわ まとし、1937年 - ）は、日本の国文学者。博士（国際関係）。専門は日本近現代文学・比較文学。
北海道生まれ。都留短期大学（現都留文科大学）卒業後、小学校教員を務める。1962年日本大学通信教育部文理学部国文専攻卒業、ミシガン大学留学をへて日大文理学部助教授、1985年日本大学短期大学部教授、1997年日本大学国際関係学部教授、2000年同国際関係研究科教授、2007年1月日本大学を定年退職。
2001年11月、博士論文『井上靖の創作活動における西洋受容の諸相』によって日本大学より博士（国際関係）を授与される。

## 著書
- 『啄木哀果とその時代』桜楓社 1983
- 『日系文学の研究』大学教育社 1985
- 『若き日の井上靖研究』三省堂 1993
- 『言語文化の諸相 - 近代文学』大空社 2004
- 『井上靖 - グローバルな認識』編著 大空社 2005
- 『詩人井上靖 - 若き日の叙情と文学の原点』角川学芸出版角川出版企画センター 2010
- 『井上靖の小説世界 - ストーリーテラーの原風景』勉誠出版、2014

### 共編
- 『ふるさと文学館 第26巻 静岡』責任編集 ぎょうせい 1994
- 『田村直臣 日本の花嫁・米国の婦人 資料集』梅本順子共編 大空社 2003